# Delta Park/Vanport megállóhely
Delta Park/Vanport megállóhely a Metropolitan Area Express sárga vonalának, valamint a C-Tran autóbuszainak megállója az Oregon állambeli Portlandben.

## Kialakítása
A Portland International Raceway és az Interstate 5 között kelet-nyugati irányban elterülő megálló szélső peronos kialakítású, mellette pedig kettő P+R parkoló is található, amelyek az Interstate 5 lehajtójáról érhetőek el. A megálló megnyitásakor menetrend szerinti buszok nem álltak itt meg, de a C-Tran járatainak a téli extrém időjárási körülmények alatt itt volt a végállomása. A peronok műtárgyai az 1948-as áradásra utalnak; a kialakításhoz felhasználták az ásatásokon talált bronztárgyakat is.

## Autóbuszok
- 47 – Battle Ground Limited (Clark College◄►Yacolt)[1]
- 60 – Delta Park Regional (►Broadway & 12th Street)[2]

Korábban a 4-es és 44-es autóbuszok is megálltak itt, de előbbit megszüntették, utóbbit pedig a 74-es váltotta, amely nem éri el Portlandet.
| Előző állomás                            |  | Metropolitan Area Express |  | Következő állomás     |
| ---------------------------------------- |  | ------------------------- |  | --------------------- |
| Kenton/N Denver Avetovább PSU South felé |  | Sárga vonal               |  | Expo Centervégállomás |

## Fordítás
- Ez a szócikk részben vagy egészben  a   Delta Park/Vanport station című angol Wikipédia-szócikk ezen változatának fordításán alapul.  Az eredeti cikk szerkesztőit annak laptörténete sorolja fel. Ez a jelzés csupán a megfogalmazás eredetét és a szerzői jogokat jelzi, nem szolgál a cikkben szereplő információk forrásmegjelöléseként.